# Coro dos Tribunais
Coro dos tribunais é um álbum de canções originais do músico José Afonso, editado no Natal de 1974.
Num Portugal regressado à "normalidade", depois da revolução dos cravos de 25 de Abril, este álbum é publicado em liberdade. É uma nova fase da sua música, caracterizada pelos ritmos africanos de canções que fizera em Moçambique, a que Fausto empresta a sua sabedoria nos arranjos. O disco foi reeditado em 2022, juntamente com a restante obra discográfica de José Afonso.

## Alinhamento
1. Coro dos Tribunais
2. O Homem Voltou
3. Ailé! Ailé!
4. Não Seremos Pais Incógnitos
5. O Que Faz Falta
6. Lá no Xepangara
7. Eu Marchava de Dia e de Noite (Canta o Comerciante)
8. Tenho um Primo Convexo
9. Só Ouve o Brado da Terra
10. A Presença das Formigas
11. Coro dos Tribunais (final)

## Ligações Externas
* Coro dos Tribunais no sítio Discogs.